# Distrikt Nuevo Occoro
Der Distrikt Nuevo Occoro liegt in der Provinz Huancavelica in der Region Huancavelica im Südwesten von Zentral-Peru. Der Distrikt wurde am 10. Mai 1955 gegründet. Er besitzt eine Fläche von 246 km². Beim Zensus 2017 wurden 1805 Einwohner gezählt. Im Jahr 1993 lag die Einwohnerzahl bei 2201, im Jahr 2007 bei 2536. Sitz der Distriktverwaltung ist die 3825 m hoch gelegene Ortschaft Nuevo Occoro mit 532 Einwohnern (Stand 2017). Nuevo Occoro befindet sich 22 km nordnordwestlich der Provinz- und Regionshauptstadt Huancavelica.

## Geographische Lage
Der Distrikt Nuevo Occoro liegt im ariden Andenhochland im zentralen Westen der Provinz Huancavelica. Der Südwesten des Distrikts wird über den Río Santo, rechter Quellfluss des Río Vilca, entwässert. Der Nordosten des Distrikts wird über den Río Alauma entwässert.
Der Distrikt Nuevo Occoro grenzt im Südwesten an den Distrikt Acobambilla, im Nordwesten an die Distrikte Manta und Laria, im Nordosten an den Distrikt Huando sowie im Südosten und im Süden an den Distrikt Ascensión.

## Ortschaften
Im Distrikt gibt es neben dem Hauptort folgende größere Ortschaften:
- Occoro Viejo (261 Einwohner)